# Gara Lakatnik, Sofia
Gara Lakatnik (în bulgară Гара Лакатник) este un sat în comuna Svoghe, regiunea Sofia,  Bulgaria. 

## Demografie
Componența etnică a satului Lakatnik(Gara Lakatnik)
     Bulgari (98,07%)
     Nicio identificare (1,92%)
     Altele (0%)
La recensământul din 2011, populația satului Gara Lakatnik era de 1.298 locuitori. Din punct de vedere etnic, majoritatea locuitorilor (98,07%) erau bulgari. Pentru 1,92% din locuitori nu este cunoscută apartenența etnică.